# Chaetabraeus subconvexus
Chaetabraeus subconvexus är en skalbaggsart som först beskrevs av Kryzhanovskij in Kryzhanovskij och Reichardt 1976.  Chaetabraeus subconvexus ingår i släktet Chaetabraeus och familjen stumpbaggar. Inga underarter finns listade i Catalogue of Life.